# Julia Balbilla
Julia Balbilla, född 72, död efter 130 e. Kr., var en romersk författare. Hon är känd för de tre bevarade epigram som hon skrev då hon åtföljde kejsar Hadrianus och kejsarinnan Vibia Sabina på deras resa till Thebe i Egypten 129–130.

## Biografi
Julia Balbilla var dotter till prins Gaius Julius Archelaus Antiochus Epiphanes och Claudia Capitolina, syster till konsul Gaius Julius Antiochus Epiphanes Philopappos, och sondotter till kungariket Kommagenes sista monark, Antiochus IV av Kommagene, som avsattes samma år hon föddes, då Kommagene annekterades av Rom. Hon var personlig vän till kejsarinnan Vibia Sabina. 